# Crkva sv. Duha u Škripu
Crkva sv. Duha je rimokatolička crkva u Škripu na otoku Braču.

## Opis
Crkva sv. Duha na groblju, nekadašnja župna crkva Škripa, smještena je na jugozapadu gradinskog naselja i podignuta na zidovima antičkog sklopa. Mala trobrodna crkva s pridodanom četvrtastom apsidom doživjela je od 7. stoljeća više preinaka. Predromanički zidani piloni koji su nosili pojasnice zamijenjeni su monolitnim kamenim stupovima. Vanjština i unutrašnjost crkve su ožbukane te je pokrivena pokrovom od kamenih ploča. Sred pročelja je visoka preslica s dvostrukim otvorom za zvona, a sačuvani su dijelovi baroknog trijema s kaneliranim stupovima.

## Zaštita
Pod oznakom Z-1558 zavedena je kao nepokretno kulturno dobro - pojedinačno, pravna statusa zaštićena kulturnog dobra.

## Vansjke poveznice
- Bužančić, Radoslav. Dvije crkve na Braču obnovljene u ranom srednjem vijeku. Hrčak. Pristupljeno 1. veljače 2023.